# Mitja Gaspari
Mag. Mitja Gaspari (* 25. listopadu 1951, Lublaň) je slovinský ekonom, bankéř a politik.

## Životopis
Gaspari se narodil v Lublani. Studoval ekonomii na Univerzitě v Lublani a promoval na Univerzitě v Bělehradě. Pracoval v Národní bance Jugoslávie, jejímž viceguvernérem se stal v roce 1988. V září 1991 se stal poradcem Světové banky. V letech 1992 až 2000 působil jako ministr financí ve vládě Janeze Drnovšeka. Ačkoliv byla zmiňována jeho blízkost k vládní Liberální demokracii Slovinska (LDS), nikdy do strany nevstoupil. V letech 2001 až 2007 byl guvernérem slovinské centrální banky – v průběhu jeho mandátu zavedlo Slovinsko společnou evropskou měnu. V roce 2007 kandidoval Gaspari na slovinského prezidenta jako kandidát LDS. Získal 24,09 % hlasů, což mu vyneslo třetí místo.
V roce 2008 byl jmenován ministrem bez portfeje odpovědným za rozvoj a evropské záležitosti ve vládě Boruta Pahora.